# Adilly

Adilly este o comună în departamentul Deux-Sèvres, Franța. În 2009 avea o populație de 314 de locuitori.